# Pawłów (gmina w powiecie chełmskim)
Pawłów (do 1870 Liszno, od 1973 Rejowiec Fabryczny) – dawna gmina wiejska istniejąca w latach 1870–1954 na Lubelszczyźnie. Siedzibą gminy był Pawłów (początkowo 1867–70 Liszno).
Liszno (gmina) z siedzibą w Lisznie powstała w 1867 roku w Królestwie Kongresowym, a po jego podziale na powiaty i gminy z początkiem 1867 roku weszła w skład w powiatu chełmskiego w guberni lubelskiej (w latach 1912–1915 jako część guberni chełmskiej). W 1870 siedzibę gminy przeniesiono z Liszna do Pawłowa (któremu odebrano prawa miejskie) a gminę przemianowano na Pawłów.
W 1919 roku gmina weszła w skład woj. lubelskiego. W 1924 roku w skład gminy wchodziły: Borowica wieś, folwark; Czechów Kąt wieś; Dunajec osada leśna; Elżbiecin folwark; Ewopole wieś; Gołąb kol.; Józefin wieś; Józefów wieś; Kanie wieś, folwark, stacja kolejowa; Kozie Błota wieś; Krasne wieś, osada fabryczna; Krowica wieś; Leonów folwark; Leszczanka wieś; Liszno wieś, kol., folwark; Majdan Krypkowski wieś; Marynin folwark; Pawłów osada miejska, folwark; Toruń kol.; Wola Żulińska wieś; Wólka Kańska wieś, folwark; Zachań osada leśna; Zagrody wieś; Zalesie osada leśna; Zalesie Krasieńskie wieś; Żulin wieś, folwark. Do 1933 roku ustrój gminy kształtowało zmodyfikowane prawo zaborcze. Podczas okupacji gmina należała do dystryktu lubelskiego (w Generalnym Gubernatorstwie).
Według stanu z dnia 1 lipca 1952 roku gmina Pawłów składała się z 22 gromad: Borowica, Czechów Kąt, Ewopole, Gołąb, Józefin, Józefów, Kanie, Krasne, Krasne kol., Krowica, Leszczanka, Liszno, Pawłów, Toruń, Wola Żulińska, Wólka Kańska, Wólka Kańska kol., Zagrody, Zalesie Kańskie, Zalesie Kraszeńskie i Żulin.
Jednostka została zniesiona 29 września 1954 roku wraz z reformą wprowadzającą gromady w miejsce gmin. Po reaktywowaniu gmin z dniem 1 stycznia 1973 roku gminy Pawłów nie przywrócono, utworzono natomiast jej odpowiednik, gminę Rejowiec Fabryczny z siedzibą w Rejowcu Fabrycznym.